# Veremea, Obuhiv
Veremea (în ucraineană Верем`я) este o comună în raionul Obuhiv, regiunea Kiev, Ucraina, formată numai din satul de reședință.

## Demografie
Componența lingvistică a comunei Veremea
     Ucraineană (98,83%)
     Rusă (1,17%)
Conform recensământului din 2001, majoritatea populației comunei Veremea era vorbitoare de ucraineană (98,83%), existând în minoritate și vorbitori de rusă (1,17%).